# 상해 임시정부 (영화)
"상해 임시정부"(上海臨時政府)는 1969년 공개된 대한민국의 영화이다.  

## 소개
1919년 대한민국 임시정부 수립 50주년 및 1949년에 서거하였던 백범 김구(1876 ~ 1949) 서거 20년을 맞이하여 제작한 영화로 백범 김구가 상해임시정부에서의 활동기를 중심으로 그려낸 영화이다. 배우 정민이 김구 역으로 출연하였고 김무생, 오지명, 이순재, 박노식, 신성일, 김지미, 사미자 그리고 배우 이덕화의 부친인 영화배우 이예춘 등의 배우들이 출연하였다. 

## 줄거리
70평생을 오직 조국과 민족을 위하여 바친 김구선생의 파란만장한 일대기.

## 배역
- 정민 : 김구 역
- 신성일
- 김지미
- 장미화
- 박노식 : 윤봉길 역
- 오지명
- 이대엽 : 나석주 역
- 이순재 : 이봉창 역
- 이예춘 : 나까지마 역
- 한은진
- 주증녀
- 사미자 : 명주 역
- 김동원
- 김무생
- 이해룡
- 최준
- 박상익
- 김성옥 : 한태규 역
- 방수일
- 박병호
- 이향
- 강계식
- 조덕성
- 김기범
- 임성포
- 김수천
- 박기택
- 최병철
- 정철
- 주일몽
- 장훈
- 성소민
- 이예성

## 제작진
- 후원: 광복회, 백범김구선생기념사업협회
- 감수: 이성근
- 제작: 한갑진
- 제작총지휘: 도동환
- 각본: 최금동
- 촬영: 정광석
- 조명: 고해진
- 미술: 이봉선
- 음악: 전정근
- 녹음: 이경순
- 효과: 최형래
- 소품: 박태식
- 의상: 이해윤
- 분장: 정철
- 현상: 아그파현상소
- 스틸: 박희재
- 편집: 장현수
- 제작부장: 임성복
- 주임: 박영철, 박종복
- 진행: 홍영명
- 감독보: 김연파, 남기남, 문종보
- 촬영보: 박노환, 윤상수, 최정원
- 조명보: 이기준, 박성수, 안달준
- 부감독: 김봉환
- 제작담당: 최홍수
- 감독: 조긍하
- 제작사: 대양영화사